# 1040 Klumpkea
Klumpkea (asteroide 1040) é um asteroide da cintura principal com um diâmetro de 35 quilómetros, a 2,5081431 UA. Possui uma excentricidade de 0,1939433 e um período orbital de 2 004,83 dias (5,49 anos).
Klumpkea tem uma velocidade orbital média de 16,88493451 km/s e uma inclinação de 16,68198º.
Esse asteroide foi descoberto em 20 de Janeiro de 1925 por Benjamin Jekhowsky.